# Je rêve de mes amis
Pour plus de détails, voir Fiche technique et Distribution.
Je rêve de mes amis (Ονειρεύομαι τους φίλους μου, Onirevomai tous philous mou) est un film grec réalisé par Nikos Panayotopoulos et sorti en 1993.
Un film intégralement sans femme. Le personnage principal rêve de ses amis, sans leur femme.

## Synopsis
Récit de la vie de Kyriakos depuis Berlin en 1965 jusqu'à Athènes en 1990. En 1965 à Berlin-ouest, il essaie de vendre une encyclopédie aux soldats de l'OTAN. En 1973 en Yougoslavie, il traverse le pays avec un camionneur grec. EN 1981 à l'aéroport d'Athènes, durant un black-out, barman, il discute avec un journaliste. En 1990 à Athènes, pendant un mariage, il s'éclipse vers les toilettes avec deux amis. Il meurt la tête dans les toilettes.

## Fiche technique
- Titre : Je rêve de mes amis
- Titre original : Ονειρεύομαι τους φίλους μου (Onirevomai tous philous mou)
- Réalisation : Nikos Panayotopoulos
- Scénario : Nikos Panayotopoulos d'après des nouvelles de Dimitris Nollas
- Direction artistique : Dionyssis Fotopoulos et Maria Kaltsa
- Décors :
- Costumes : Marianna Spanoudakis
- Photographie : Giorgos Frentzos
- Son : Andreas Achladis et Thanassis Giorgiadis
- Montage : Giorgos Triandafyllou
- Musique : Giannis Exarchos
- Production :  Centre du cinéma grec et Stefi S.A
- Pays d'origine :  Grèce
- Langue : grec
- Format :  Couleurs - 35 mm - 1:1.66  - Dolby SR
- Genre : Drame
- Durée : 114 minutes
- Dates de sortie : 
  - Grèce : 13 novembre 1993 (Festival international du film de Thessalonique 1993)

## Distribution
- Lefteris Voyiatzis
- Akylas Karazissis
- Yannis Karatzoyannis
- Stathis Livathinos
- Alekos Koliopoulos
- Minas Chatzissavas

## Récompenses
- Prix du ministère de la Culture remis lors du Festival international du film de Thessalonique 1993 : meilleur scénario, meilleur acteur dans un second rôle, meilleur maquillage
- Festival de San Remo 1994 : meilleur acteur